# Knöligt strålskinn
Knöligt strålskinn (Phanerodontia magnoliae) är en svampart som först beskrevs av Berk. & M.A. Curtis, och fick sitt nu gällande namn av Hjortstam & Ryvarden 2010. Phanerodontia magnoliae ingår i släktet Phanerodontia och familjen Thelephoraceae.   Inga underarter finns listade i Catalogue of Life.
I den svenska databasen Dyntaxa används istället namnet Phanerochaete magnoliae för samma taxon.  Arten är reproducerande i Sverige.